# Pessimist (německá hudební skupina)
Pessimist (v překladu z angličtiny pesimista) je německá thrash metalová kapela založená v roce 2006 ve městě Weil am Rhein v Bádensku-Württembersku.
Debutní studiové album s názvem Call to War vyšlo roku 2010.

## Diskografie

### Demo nahrávky
- Nuclear Holocaust (2007)
- Pessimist (2008)
- Live im SAK (2008)

### Studiová alba
- Call to War (2010)
- Death from Above (2013)